# Nisija Momidzsi
Nisija Momidzsi (西矢 椛; Hepburn:  Nishiya Momiji; 2007. augusztus 30.–) japán gördeszkás, olimpiai bajnok, 13 évesen Japán legfiatalabb olimpiai aranyérmese lett női egyéni utcai gördeszkázásban.

## Pályafutása
A 2019-es X Games játékokon utcai gördeszkázásban ezüstérmet szerzett, majd a 2021-es gördeszka-világbajnokságon Rómában ismét második lett. A 2020. évi tokiói olimpián aranyérmet szerzett szintén utcai kategóriában. Ezzel a legfiatalabb japán olimpiai bajnok lett, az olimpiák történetében pedig a harmadik legfiatalabb aranyérmes.